# Петрово-Соловово, Григорий Фёдорович
 Григорий Фёдорович Петрово-Соловово  (2 (14) ноября 1806 — 1879) — камергер, действительный статский советник. Дядя Василия и Бориса Петровых-Соловых.

## Биография
Сын полковника Фёдора Николаевича Петрово-Соловово (1763—1826), владевшего дворцом на Невском проспекте 86, от его брака с княжной Анной Григорьевной Щербатовой (26.04.1782—1821), сестрой московского генерал-губернатора князя А. Г. Щербатова. Родился в Москве, крещен в 20 ноября 1806 года в Введенской церкви на Лубянке при восприемстве дяди князя С. Г. Щербатова и Е. А. Петровой-Солововой. 
Мать его, когда каталась на петербургских островах, была выброшена из летящего экипажа и погибла, оставив трёх дочерей и трёх сыновей, которых взяла на воспитание её сестра Наталья, жена гвардейского полковника Я. Ф. Скарятина.
Выпускник Пажеского корпуса. Из камер-пажей 25 июня 1827 года был выпущен корнетом в Кавалергардский полк, в котором и получил следующие чины до ротмистра включительно (21 апреля 1836 года). В 1831 году принимал участие в подавлении Ноябрьского восстания, находился ординарцем при генерале Шеншине.
9 мая этого года за отличие в сражении получил орден Св. Анны 3-й степ. с бантом и был при взятии Варшавских укреплений, где за оказанные мужество и храбрость по состоянию его бессменным ординарцем при князе Паскевиче 20 сентября был награждён орденом Св. Владимира 4-й степ. с бантом.
Причисленный в запасный эскадрон полка 6 марта 1843 года с увольнением в бессрочный отпуск, он в 1846 году был избран Кирсановским уездным предводителем дворянства, в каковой должности пробыл до 1858 года. Будучи в 1847 году пожалован в статские советники, в 1848 году — в звание камергера, а 26 августа 1856 года — в действительные статские советники. 11 сентября 1858 года был причислен к Министерству внутренних дел, где состоял до своей смерти — 3 мая 1879 года. Принимал участие в деле освобождения крестьян. Владел большими имениями в Тамбовской губернии; в одном из них — Петрово-Соловово в селе Карай-Салтыково — был похоронен.

## Семья

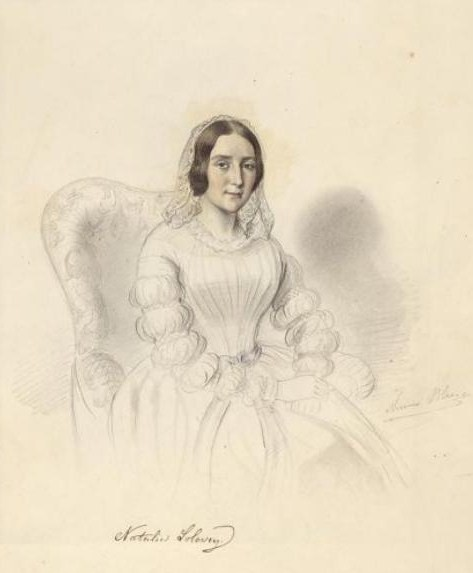
Наталья Андреевна Соловая

Жена (с 21 февраля 1834 года) — княжна Наталья Андреевна Гагарина (1813—1893), фрейлина двора, дочь князя А. П. Гагарина. Была «красавица тяжелая, холодная, с большими ногами» и, по словам П. А. Валуева, «умела говорить отлично, складно, но пестро и обильно». На «балах у Соловых» бывали Пушкин и Вяземский.  У супругов было шесть дочерей, из которых четверо старших умерли в детстве, и сын:
- Михаил (1840—1905), полковник, шталмейстер, умер в Риге. Был женат на фрейлине графине Марии Борисовне Перовской (1845—1890), дочери Б. А. Перовского. В связи с тем, что род Перовских пресекся по мужской линии, их старший сын Михаил и его потомство получили в 1907 году графское достоинство и стали именоваться графами Перовскими-Петрово-Соловово.
- Софья (1843—1920), с 1861 года замужем за Александром Васильевичем Шереметевым (1831—1890).
- Александра (08.02.1848—27.10.1908 ), фрейлина двора, в замужестве (с 27/30.08.1867; Дрезден) за виконтом Иосифом фон Ренневилль.